# Markéta Vojtěchová Ambrožová
Markéta Vojtěchová Ambrožová ( 14. června 1957 Praha – 18. listopadu 2022 Praha) byla česká knihovnice, filmová a divadelní vědkyně, hudební skladatelka a zpěvačka.
Markéta Vojtěchová Ambrožová se narodila jako Markéta Vojtěchová 14. června 1957 v Praze. V roce 1981 se stala zakládající členkou skupiny Jasná Páka. V ní působila jako zpěvačka až do roku 1984. Od roku 1984 byla zpěvačkou a příležitostnou skladatelkou ve skupině Hudba Praha. V roce 1985 vystudovala filmovou a divadelní vědu na Filozofické fakultě Univerzity Karlovy, kde získala titul Mgr., a absolvovala rekvalifikační knihovnický kurz. V roce 1992 se stala knihovnicí na Filmové a televizní fakultě Akademie múzických umění v Praze a věnovala se tvorbě místní videotéky. V letech 1995–2022 působila jako vedoucí knihovny FAMU. Zemřela na infarkt 18. listopadu 2022 v Praze.